# Губерт Шаллер-Каліде
Губерт Шаллер-Каліде (нім. Hubert Schaller-Kalide; 19 грудня 1882, Зорау — 6 січня 1976, Мюнхен) — німецький офіцер, генерал піхоти вермахту. Кавалер Німецького хреста в сріблі.

## Біографія
29 березня 1900 року поступив на службу в імперську армію. Учасник Першої світової війни, офіцер генштабу. За бойові заслуги відзначений численними нагородами. Після демобілізації армії залишений у рейхсвері. 30 вересня 1933 року вийшов у відставку.
В жовтні 1935 року призваний у вермахт, з 15 жовтня — командувач 7-ю армійською службою (Штутгарт). З 1 квітня по 6 жовтня 1936 року — командир 25-ї, з 12 жовтня 1936 по 24 листопада 1938 року — 35-ї піхотної дивізії. З 26 серпня 1939 року — командувач 18-го військового округу. 31 березня 1943 року вийшов у відставку.

## Нагороди
- Орден Корони (Пруссія) 4-го класу
- Залізний хрест 2-го і 1-го класу
- Королівський орден дому Гогенцоллернів, лицарський хрест з мечами
- Орден Альберта (Саксонія), лицарський хрест 2-го класу з мечами
- Орден Церінгенського лева, лицарський хрест 2-го класу з мечами
- Ганзейський Хрест (Гамбург)
- Військовий Хрест Фрідріха-Августа (Ольденбург) 2-го і 1-го класу
- Хрест «За заслуги у війні» (Саксен-Мейнінген)
- Хрест «За вислугу років» (Пруссія)
- Почесний хрест ветерана війни з мечами
- Медаль «За вислугу років у Вермахті» 4-го, 3-го, 2-го і 1-го класу (25 років)
- Медаль «У пам'ять 1 жовтня 1938»
- Хрест Воєнних заслуг 2-го і 1-го класу з мечами
- Німецький хрест в сріблі (31 березня 1943)